# Amphigerontia montivaga
Amphigerontia montivaga är en insektsart som först beskrevs av Chapman 1930.  Amphigerontia montivaga ingår i släktet Amphigerontia och familjen storstövsländor. Inga underarter finns listade i Catalogue of Life.